# She Keeps Me Up
«She Keeps Me Up» es una canción grabada por la banda canadiense de rock Nickelback. Fue lanzada el 17 de febrero de 2015 en Norteamérica, como el quinto sencillo general de su álbum No Fixed Address. Aunque a la canción se le puedan dar distintos significados, de acuerdo con una entrevista con Mike Kroeger para The Vancouver Sun, la canción es acerca de la cocaína, tema muy recurrente en las canciones de esta banda.
La vocalista adicional de la canción es Ali Tamposi.

## Video musical
El video musical, dirigido por Nigel Dick, muestra dos chicas entrando en un pub en secreto por la noche. Cuando entran, ven gente bailando, un hombre del bar haciendo malabares con tazas, la banda la cual llevaba traje y gafas de sol, y un hombre vestido con ropa funking bailando en una pista de baile. Al final las damas salen del pub y se agarran de las manos durante el día.